# Shūko Aoyama
Pour les articles homonymes, voir Aoyama.
 (mai 2025).
Si vous disposez d'ouvrages ou d'articles de référence ou si vous connaissez des sites web de qualité traitant du thème abordé ici, merci de compléter l'article en donnant les références utiles à sa vérifiabilité et en les liant à la section « Notes et références ».
Shūko Aoyama (青山 修子, Aoyama Shūko), née le 19 décembre 1987 dans la préfecture de Kanagawa, est une joueuse de tennis japonaise, professionnelle depuis 2008.
À ce jour, elle a remporté 20 titres en double dames sur le circuit WTA dont 10 avec sa compatriote Ena Shibahara.

## Biographie
Shuko Aoyama est née au Japon et commence le tennis à l'âge de 9 ans. Après avoir fini ses études à l'Université Waseda, elle devient joueuse professionnelle.
Sa surface favorite est le gazon.

## Style de jeu
Shuko Aoyama est une joueuse spécialiste du double; elle développe un jeu solide en fond de court et possède une bonne volée. Ses bons réflexes et son déplacement rapide lui permettent de compenser sa petite taille. Son plus gros point faible reste son service, facilement attaquable.
Elle possède également une bonne lecture du jeu et reste toujours très calme.

## Palmarès

### Titres en double dames
| No | Date       | Nom et lieu du tournoi                            | Catégorie | Dotation      | Surface      | Partenaire         | Finalistes                             | Score               |          |
| -- | ---------- | ------------------------------------------------- | --------- | ------------- | ------------ | ------------------ | -------------------------------------- | ------------------- | -------- |
| 1  | 30-07-2012 | Citi Open Washington                              | Intern'l  | 220 000 $     | Dur (ext.)   | Chang Kai-chen     | Irina Falconi Chanelle Scheepers       | 7-5, 6-2            | Parcours |
| 2  | 25-02-2013 | Malaysian Open Kuala Lumpur                       | Intern'l  | 235 000 $     | Dur (ext.)   | Chang Kai-chen     | Janette Husárová Zhang Shuai           | 6-74, 7-64, [14-12] | Parcours |
| 3  | 29-07-2013 | Citi Open Washington                              | Intern'l  | 235 000 $     | Dur (ext.)   | Vera Dushevina     | Eugenie Bouchard Taylor Townsend       | 6-3, 6-3            | Parcours |
| 4  | 28-07-2014 | Citi Open Washington                              | Intern'l  | 250 000 $     | Dur (ext.)   | Gabriela Dabrowski | Hiroko Kuwata Kurumi Nara              | 6-1, 6-2            | Parcours |
| 5  | 06-10-2014 | Japan Women's Open Osaka                          | Intern'l  | 250 000 $     | Dur (ext.)   | Renata Voráčová    | Lara Arruabarrena Tatjana Maria        | 6-1, 6-2            | Parcours |
| 6  | 12-09-2016 | Japan Women's Open Tokyo                          | Intern'l  | 250 000 $     | Dur (ext.)   | Makoto Ninomiya    | Jocelyn Rae Anna Smith                 | 6-3, 6-3            | Parcours |
| 7  | 31-07-2017 | Citi Open Washington                              | Intern'l  | 250 000 $     | Dur (ext.)   | Renata Voráčová    | Eugenie Bouchard Sloane Stephens       | 6-3, 6-2            | Parcours |
| 8  | 11-09-2017 | Japan Women's Open Tokyo                          | Intern'l  | 250 000 $     | Dur (ext.)   | Yang Zhaoxuan      | Monique Adamczak Storm Sanders         | 6-0, 2-6, [10-5]    | Parcours |
| 9  | 10-06-2019 | Libéma Open Bois-le-Duc                           | Intern'l  | 226 750 € $   | Gazon (ext.) | Aleksandra Krunić  | Lesley Kerkhove Bibiane Schoofs        | 7-5, 6-3            | Parcours |
| 10 | 07-10-2019 | Tianjin Open Tianjin                              | Intern'l  | 426 750 € $   | Dur (ext.)   | Ena Shibahara      | Nao Hibino Miyu Kato                   | 6-3, 7-5            | Parcours |
| 11 | 14-10-2019 | Kremlin Cup Moscou                                | Premier   | 1 032 000 € $ | Dur (int.)   | Ena Shibahara      | Kirsten Flipkens Bethanie Mattek-Sands | 6-2, 6-1            | Parcours |
| 12 | 10-02-2020 | St. Petersburg Ladies Trophy Saint-Pétersbourg    | Premier   | 782 900 $     | Dur (int.)   | Ena Shibahara      | Kaitlyn Christian Alexa Guarachi       | 4-6, 6-0, [10-3]    | Parcours |
| 13 | 06-01-2021 | Abu Dhabi Women's Open Abou Dabi                  | WTA 500   | 565 530 $     | Dur (ext.)   | Ena Shibahara      | Hayley Carter Luisa Stefani            | 7-65, 6-4           | Parcours |
| 14 | 01-02-2021 | Yarra Valley Classic Melbourne                    | WTA 500   | 565 530 $     | Dur (ext.)   | Ena Shibahara      | Anna Kalinskaya Viktória Kužmová       | 6-3, 6-4            | Parcours |
| 15 | 23-03-2021 | Miami Open Miami                                  | WTA 1000  | 3 260 190 $   | Dur (ext.)   | Ena Shibahara      | Hayley Carter Luisa Stefani            | 6-2, 7-5            | Parcours |
| 16 | 21-06-2021 | International Eastbourne Eastbourne               | WTA 500   | 565 530 $     | Gazon (ext.) | Ena Shibahara      | Nicole Melichar Demi Schuurs           | 6-1, 6-4            | Parcours |
| 17 | 22-08-2021 | Tennis in the Land Open Cleveland                 | WTA 250   | 235 238 $     | Dur (ext.)   | Ena Shibahara      | Christina McHale Sania Mirza           | 7-5, 6-3            | Parcours |
| 18 | 12-06-2023 | Libema Open Bois-le-Duc                           | WTA 250   | 259 303 $     | Gazon (ext.) | Ena Shibahara      | Viktória Hrunčáková Tereza Mihalíková  | 6-3, 6-3            | Parcours |
| 19 | 07-08-2023 | Omnium National Bank Presented by Rogers Montréal | WTA 1000  | 2 788 468 $   | Dur (ext.)   | Ena Shibahara      | Desirae Krawczyk Demi Schuurs          | 6-4, 4-6, [13-11]   | Parcours |
| 20 | 21-10-2024 | Toray Pan Pacific Open Tokyo                      | WTA 500   | 922 573 $     | Dur (ext.)   | Eri Hozumi         | Ena Shibahara Laura Siegemund          | 6-4, 7-63           | Parcours |

### Finales en double dames
| No | Date       | Nom et lieu du tournoi                                  | Catégorie    | Dotation    | Surface      | Vainqueures                           | Partenaire          | Score              |          |
| -- | ---------- | ------------------------------------------------------- | ------------ | ----------- | ------------ | ------------------------------------- | ------------------- | ------------------ | -------- |
| 1  | 11-10-2010 | Japan Women's Open Osaka                                | Intern'l     | 220 000 $   | Dur (ext.)   | Chang Kai-chen Lilia Osterloh         | Rika Fujiwara       | 6-0, 6-3           | Parcours |
| 2  | 05-01-2015 | ASB Classic Auckland                                    | Intern'l     | 250 000 $   | Dur (ext.)   | Sara Errani Roberta Vinci             | Renata Voráčová     | 6-2, 6-1           | Parcours |
| 3  | 09-02-2015 | Thailand Open Pattaya                                   | Intern'l     | 250 000 $   | Dur (ext.)   | Chan Hao-ching Chan Yung-jan          | Tamarine Tanasugarn | 2-6, 6-4, [10-3]   | Parcours |
| 4  | 15-05-2016 | Nürnberger Versicherungscup Nuremberg                   | Intern'l     | 250 000 $   | Terre (ext.) | Kiki Bertens Johanna Larsson          | Renata Voráčová     | 6-3, 6-4           | Parcours |
| 5  | 18-07-2016 | Citi Open Washington                                    | Intern'l     | 250 000 $   | Dur (ext.)   | Monica Niculescu Yanina Wickmayer     | Risa Ozaki          | 6-4, 6-3           | Parcours |
| 6  | 01-08-2016 | Jiangxi Women's Open Nanchang                           | Intern'l     | 250 000 $   | Dur (ext.)   | Liang Chen Lu Jing-Jing               | Makoto Ninomiya     | 3-6, 7-62, [13-11] | Parcours |
| 7  | 24-09-2017 | Dongfeng Motor Open Wuhan                               | Premier 5    | 2 666 000 $ | Dur (ext.)   | Chan Yung-jan Martina Hingis          | Yang Zhaoxuan       | 7-65, 3-6, [10-4]  | Parcours |
| 8  | 08-10-2018 | Hong Kong Open Hong Kong                                | Intern'l     | 226 750 $   | Dur (ext.)   | Samantha Stosur Zhang Shuai           | Lidziya Marozava    | 6-4, 6-4           | Parcours |
| 9  | 30-10-2018 | WTA Elite Trophy Zhuhai                                 | Elite Trophy | 2 280 935 $ | Dur (int.)   | Lyudmyla Kichenok Nadiia Kichenok     | Lidziya Marozava    | 6-4, 3-6, [10-7]   | Parcours |
| 10 | 29-07-2019 | Silicon Valley Classic San José                         | Premier      | 733 900 $   | Dur (ext.)   | Nicole Melichar Květa Peschke         | Ena Shibahara       | 6-4, 6-4           | Parcours |
| 11 | 01-08-2022 | Mubadala Silicon Valley Classic San José                | WTA 500      | 757 900 $   | Dur (ext.)   | Xu Yifan Yang Zhaoxuan                | Chan Hao-ching      | 7-5, 6-0           | Parcours |
| 12 | 16-01-2023 | Australian Open Melbourne                               | G. Chelem    | NC          | Dur (ext.)   | Barbora Krejčíková Kateřina Siniaková | Ena Shibahara       | 6-4, 6-3           | Parcours |
| 13 | 06-02-2023 | Mubadala Abu Dhabi Open Abou Dabi                       | WTA 500      | 780 637 $   | Dur (ext.)   | Luisa Stefani Zhang Shuai             | Chan Hao-ching      | 3-6, 6-2, [10-8]   | Parcours |
| 14 | 09-10-2023 | Zhengzhou Open Zhengzhou                                | WTA 500      | 780 637 $   | Dur (ext.)   | Gabriela Dabrowski Erin Routliffe     | Ena Shibahara       | 6-2, 6-4           | Parcours |
| 15 | 18-08-2024 | Tennis in the Land powered by Rocket Mortgage Cleveland | WTA 250      | 267 082 $   | Dur (ext.)   | Cristina Bucșa Xu Yifan               | Eri Hozumi          | 3-6, 6-3, [10-6]   | Parcours |
| 16 | 28-10-2024 | Hong Kong tennis Open Hong Kong                         | WTA 250      | 267 082 $   | Dur (ext.)   | Ulrikke Eikeri Makoto Ninomiya        | Eri Hozumi          | 6-4, 4-6, [11-9]   | Parcours |

## Parcours en Grand Chelem

### En simple dames
| Année | Open d'Australie | Open d'Australie | Internationaux de France | Internationaux de France | Wimbledon | Wimbledon | US Open | US Open        |
| ----- | ---------------- | ---------------- | ------------------------ | ------------------------ | --------- | --------- | ------- | -------------- |
| 2015  | Q1               | Richèl Hogenkamp | Q1                       | Kateryna Bondarenko      | —         | —         | Q1      | Jessica Pegula |
| 2016  | —                | —                | —                        | —                        | —         | —         | Q2      | Elitsa Kostova |
| 2017  | Q1               | Jamie Loeb       | —                        | —                        | —         | —         | —       | —              |

N.B. : à droite du résultat se trouve le nom de l'ultime adversaire.

### En double dames
| Année | Open d'Australie                                                                               | Open d'Australie                                                                        | Internationaux de France                                                             | Internationaux de France                                                                     | Wimbledon                                                                                | Wimbledon                                                                       | US Open | US Open |
| ----- | ---------------------------------------------------------------------------------------------- | --------------------------------------------------------------------------------------- | ------------------------------------------------------------------------------------ | -------------------------------------------------------------------------------------------- | ---------------------------------------------------------------------------------------- | ------------------------------------------------------------------------------- | ------- | ------- |
| 2011  | —                                                                                              | —                                                                                       | —                                                                                    | —                                                                                            | 1er tour (1/32) R. Fujiwara \|\| style="text-align:left;" \| S. Errani R. Vinci          | 1er tour (1/32) A. Yakimova \|\| style="text-align:left;" \| S. Errani R. Vinci |         |         |
|       |                                                                                                |                                                                                         |                                                                                      |                                                                                              |                                                                                          |                                                                                 |         |         |
| 2013  | 2e tour (1/16) I. Falconi \|\| style="text-align:left;" \| C. Black An. Rodionova              | 1er tour (1/32) Chang K.-c. \|\| style="text-align:left;" \| M. Doi Y. Shvedova         | 1/2 finale C. Scheepers \|\| style="text-align:left;" \| Hsieh S.-w. Peng S.         | 1er tour (1/32) C. Scheepers \|\| style="text-align:left;" \| E. Makarova E. Vesnina         |                                                                                          |                                                                                 |         |         |
| 2014  | 1er tour (1/32) M. Doi \|\| style="text-align:left;" \| V. Lepchenko R. Olaru                  | 2e tour (1/16) R. Voráčová \|\| style="text-align:left;" \| S. Errani R. Vinci          | 3e tour (1/8) R. Voráčová \|\| style="text-align:left;" \| S. Errani R. Vinci        | 1er tour (1/32) K. Nara \|\| style="text-align:left;" \| J. Janković K. Koukalová            |                                                                                          |                                                                                 |         |         |
| 2015  | 1er tour (1/32) R. Voráčová \|\| style="text-align:left;" \| A. Kudryavtseva A. Pavlyuchenkova | 1er tour (1/32) R. Voráčová \|\| style="text-align:left;" \| A. Cornet M. Linette       | 1er tour (1/32) R. Voráčová \|\| style="text-align:left;" \| M. Krajicek B. Strýcová | 1er tour (1/32) R. Voráčová \|\| style="text-align:left;" \| M. Niculescu O. Savchuk         |                                                                                          |                                                                                 |         |         |
| 2016  | 1er tour (1/32) M. Ninomiya \|\| style="text-align:left;" \| A. Hlaváčková L. Hradecká         | —                                                                                       | —                                                                                    | 2e tour (1/16) M. Ninomiya \|\| style="text-align:left;" \| T. Babos Y. Shvedova             | 1er tour (1/32) M. Ninomiya \|\| style="text-align:left;" \| B. Mattek-Sands L. Šafářová |                                                                                 |         |         |
| 2017  | 1er tour (1/32) M. Ninomiya \|\| style="text-align:left;" \| E. Makarova E. Vesnina            | 1er tour (1/32) Yang Z. \|\| style="text-align:left;" \| A. Kudryavtseva A. Panova      | 2e tour (1/16) Yang Z. \|\| style="text-align:left;" \| J. Görges B. Strýcová        | 3e tour (1/8) Yang Z. \|\| style="text-align:left;" \| G. Dabrowski Xu Y.                    |                                                                                          |                                                                                 |         |         |
| 2018  | 3e tour (1/8) Yang Z. \|\| style="text-align:left;" \| G. Dabrowski Xu Y.                      | 1er tour (1/32) M. Kato \|\| style="text-align:left;" \| S. Williams V. Williams        | 2e tour (1/16) J. Brady \|\| style="text-align:left;" \| G. Dabrowski Xu Y.          | 2e tour (1/16) Duan Y-Y. \|\| style="text-align:left;" \| L. Hradecká E. Makarova            |                                                                                          |                                                                                 |         |         |
| 2019  | 2e tour (1/16) L. Marozava \|\| style="text-align:left;" \| K. Christian A. Muhammad           | 1er tour (1/32) L. Marozava \|\| style="text-align:left;" \| Duan Y-Y. Zheng S.         | 2e tour (1/16) A. Krunić \|\| style="text-align:left;" \| E. Mertens A. Sabalenka    | 2e tour (1/16) A. Krunić \|\| style="text-align:left;" \| D. Collins E. Perez                |                                                                                          |                                                                                 |         |         |
| 2020  | 1/8 de finale E. Shibahara \|\| style="text-align:left;" \| C. Gauff C. McNally                | 1/4 de finale E. Shibahara \|\| style="text-align:left;" \| A. Guarachi D. Krawczyk     | Annulé                                                                               | Annulé                                                                                       | 2e tour (1/8) E. Shibahara \|\| style="text-align:left;" \| H. Carter L. Stefani         |                                                                                 |         |         |
| 2021  | 1/4 de finale E. Shibahara \|\| style="text-align:left;" \| E. Mertens A. Sabalenka            | 2e tour (1/16) E. Shibahara \|\| style="text-align:left;" \| I.C. Begu N. Podoroska     | 1/2 finale E. Shibahara \|\| style="text-align:left;" \| Hsieh S.-w. E. Mertens      | 1/8 de finale E. Shibahara \|\| style="text-align:left;" \| S. Stosur Zhang S.               |                                                                                          |                                                                                 |         |         |
| 2022  | 1/2 finale E. Shibahara \|\| style="text-align:left;" \| A. Danilina B. Haddad Maia            | 1er tour (1/32) Chan H.-c. \|\| style="text-align:left;" \| I.C. Begu C. Osorio         | 1/4 de finale Chan H.-c. \|\| style="text-align:left;" \| L. Kichenok J. Ostapenko   | 1/8 de finale Chan H.-c. \|\| style="text-align:left;" \| B. Krejčíková K. Siniaková         |                                                                                          |                                                                                 |         |         |
| 2023  | Finale E. Shibahara                                                                            | B. Krejčíková K. Siniaková                                                              | 2e tour (1/16) E. Shibahara \|\| style="text-align:left;" \| A. Bondár G. Minnen     | 1er tour (1/32) E. Shibahara \|\| style="text-align:left;" \| O. Kalashnikova I. Shymanovich | 1er tour (1/32) E. Shibahara \|\| style="text-align:left;" \| R. Montgomery C. Ngounoue  |                                                                                 |         |         |
| 2024  | 2e tour (1/16) A. Krunić \|\| style="text-align:left;" \| S. Errani J. Paolini                 | 1er tour (1/32) A. Krunić \|\| style="text-align:left;" \| Hsieh S.-w. E. Mertens       | 1er tour (1/32) A. Krunić \|\| style="text-align:left;" \| C. Dolehide D. Krawczyk   | 1er tour (1/32) E. Hozumi \|\| style="text-align:left;" \| D. Schuurs L. Stefani             |                                                                                          |                                                                                 |         |         |
| 2025  | 2e tour (1/16) E. Hozumi \|\| style="text-align:left;" \| K. Siniaková T. Townsend             | 2e tour (1/16) M. Uchijima \|\| style="text-align:left;" \| B. Haddad Maia L. Siegemund | 1er tour (1/32) E. Shibahara \|\| style="text-align:left;" \| M. Linette B. Pera     |                                                                                              |                                                                                          |                                                                                 |         |         |

N.B. : le nom de la partenaire se trouve sous le résultat ; le nom des ultimes adversaires se trouve à droite.

### En double mixte
| Année | Open d'Australie | Open d'Australie | Internationaux de France                                                            | Internationaux de France                                                         | Wimbledon                                                                      | Wimbledon | US Open | US Open |
| ----- | ---------------- | ---------------- | ----------------------------------------------------------------------------------- | -------------------------------------------------------------------------------- | ------------------------------------------------------------------------------ | --------- | ------- | ------- |
| 2014  | —                | —                | —                                                                                   | —                                                                                | 1er tour (1/32) D. Sharan \|\| style="text-align:left;" \| V. King T. Bednarek | —         | —       |         |
|       |                  |                  |                                                                                     |                                                                                  |                                                                                |           |         |         |
| 2018  | —                | —                | 1er tour (1/16) D. Sharan \|\| style="text-align:left;" \| K. Srebotnik S. González | 1er tour (1/32) H. Nys \|\| style="text-align:left;" \| N. Kichenok M. Daniell   | —                                                                              | —         |         |         |
| 2019  | —                | —                | 1er tour (1/16) D. Sharan \|\| style="text-align:left;" \| L. Kichenok S. González  | 2e tour (1/16) C. Rungkat \|\| style="text-align:left;" \| A. Rosolska N. Mektić | —                                                                              | —         |         |         |
|       |                  |                  |                                                                                     |                                                                                  |                                                                                |           |         |         |
| 2022  | —                | —                | 1er tour (1/16) H. Nys \|\| style="text-align:left;" \| D. Krawczyk N. Skupski      | —                                                                                | —                                                                              | —         | —       |         |
|       |                  |                  |                                                                                     |                                                                                  |                                                                                |           |         |         |
| 2024  | —                | —                | 1er tour (1/16) G. Escobar \|\| style="text-align:left;" \| D. Krawczyk N. Skupski  | —                                                                                | —                                                                              | —         | —       |         |

N.B. : le nom du partenaire se trouve sous le résultat ; le nom des ultimes adversaires se trouve à droite.

## Parcours au Masters

### En double dames
| # | Date       | Nom de l'édition             | ($)       | Surface    | Résultat   | Partenaire    | Ultimes adversaires        | Score    |          |
| - | ---------- | ---------------------------- | --------- | ---------- | ---------- | ------------- | -------------------------- | -------- | -------- |
| 1 | 10/11/2021 | Akron WTA Finals Guadalajara | 5 000 000 | Dur (int.) | 1/2 finale | Ena Shibahara | Hsieh Su-wei Elise Mertens | 6-2, 6-2 | Parcours |

## Parcours aux Jeux olympiques

### En double dames
| # | Date       | Nom de l'olympiade         | Surface             | Résultat        | Partenaire    | Ultimes adversaires                   | Score             |          |
| - | ---------- | -------------------------- | ------------------- | --------------- | ------------- | ------------------------------------- | ----------------- | -------- |
| 1 | 31/07/2021 | Olympic Tennis Event Tokyo | Dur (ext.)          | 1er tour (1/16) | Ena Shibahara | Belinda Bencic Viktorija Golubic      | 6-4, 65-7, [10-5] | Parcours |
| 2 | 31/07/2024 | Olympic Tennis Event Paris | Terre battue (ext.) | 2e tour (1/8)   | Ena Shibahara | Barbora Krejčíková Kateřina Siniaková | 7-5, 6-4          | Parcours |

## Parcours en Fed Cup
| #                                                                | Date       | Lieu         | Surface      | Gagnante(s)                       | Perdante(s)                         | Score          |          |
|                                                                  |            |              |              |                                   |                                     |                |          |
| 2013 - Barrage (groupe mondial I) - Espagne - Japon - 4 : 0      |            |              |              |                                   |                                     |                |          |
| 1                                                                | 20/04/2013 | Barcelone    | Terre (ext.) | Lourdes Domínguez Anabel Medina   | Shuko Aoyama Misaki Doi             | 6-4, 7-5       | Parcours |
|                                                                  |            |              |              |                                   |                                     |                |          |
| 2014 - 1er tour (groupe mondial II) - Argentine - Japon - 3 : 1  |            |              |              |                                   |                                     |                |          |
| 2                                                                | 08/02/2014 | Buenos Aires | Terre (ext.) | Shuko Aoyama Risa Ozaki           | María Irigoyen Paula Ormaechea      | 6-0, 6-4       | Parcours |
|                                                                  |            |              |              |                                   |                                     |                |          |
| 2014 - Barrage (groupe mondial II) - Pays-Bas - Japon - 3 : 2    |            |              |              |                                   |                                     |                |          |
| 3                                                                | 19/04/2014 | Bois-le-Duc  | Terre (int.) | Shuko Aoyama Risa Ozaki           | Richèl Hogenkamp Michaëlla Krajicek | 1-6, 6-3, 10-8 | Parcours |
|                                                                  |            |              |              |                                   |                                     |                |          |
| 2015 - Barrage (groupe mondial II) - Japon - Biélorussie - 2 : 3 |            |              |              |                                   |                                     |                |          |
| 4                                                                | 18/04/2015 | Tokyo        | Dur (int.)   | Victoria Azarenka Olga Govortsova | Shuko Aoyama Ayumi Morita           | 6-3, 6-4       | Parcours |

## Classements WTA en fin de saison
| Année          | 2008 | 2009 | 2010 | 2011 | 2012 | 2013 | 2014 | 2015 | 2016 | 2017 | 2018 | 2019 | 2020 | 2021 | 2022 | 2023 | 2024 |
| Rang en simple | 943  | 457  | 346  | 388  | 323  | 263  | 231  | 225  | 218  | 387  | 520  | 749  | 923  | –    | –    | –    | –    |
| Rang en double | –    | 258  | 178  | 90   | 87   | 34   | 50   | 70   | 50   | 29   | 42   | 26   | 22   | 5    | 23   | 12   | 47   |

Source : (en) Classements de Shūko Aoyama sur le site officiel de la Fédération internationale de tennis